# Лі Чже Мьон
Лі Чже Мьон або Лі Дже Мьон (кор.: хангиль: 이재명, вимовляється [i tɕɛmjʌŋ]; нар. прибл. 8 грудня 1963) — південнокорейський політик і юрист, який обіймає посаду 14-го президента Південної Кореї з 4 червня 2025 року. Раніше Лі обіймав посаду шостого губернатора провінції Кьонгі з 2018 по 2021 рік, лідера Демократичної партії та члена Національних зборів від округу Кєян з 2022 по 2025 рік.
Народившись у бідній родині в Андоні, Лі після закінчення початкової школи став робітником на заводі й отримав інвалідність через виробничу травму. Він отримав атестат про середню та повну загальну середню освіту і навчався в Університеті Чун'ан, де здобув ступінь юриста у 1986 році. Як юрист з прав людини та трудового права, Лі разом з Мінбьоном організував та виступив за відкриття нової лікарні в місті Соннам.
Лі пішов у політику у 2005 році й безуспішно брав участь у кількох виборах. Він був обраний мером міста Соннам у 2010 році й переобраний у 2014 році. Вперше балотувався на посаду президента у 2017 році, програвши номінацію від Демократичної партії Мун Чже Іну. Лі подав у відставку з посади мера у 2018 році, щоб успішно балотуватися на посаду губернатора провінції Кьонгі; він залишив посаду губернатора у 2021 році. Лі балотувався на посаду президента у 2022 році, вигравши партійну номінацію, але з невеликим відривом програвши Юн Сук Йолю з Партії народної влади на загальних виборах.
У січні 2024 року Лі пережив замах. У листопаді його визнали винним у порушенні Закону про вибори державних службовців за неправдиве заперечення свого зв'язку з Кім Мун Кі, колишнім керівником корпорації розвитку «Соннам», під час президентської кампанії 2022 року. Під час кризи воєнного стану в Південній Кореї у 2024 році Лі привернув міжнародну увагу тим, що переліз через огорожу будівлі Національних зборів і задокументував цю подію в прямому ефірі. Згодом він відіграв важливу роль в організації імпічменту президента Йоля. Після припинення повноважень Юна Конституційним судом Кореї, Лі провів третю кампанію за посаду президента у 2025 році, перемігши номінанта від ДПК і перемігши номінанта від СН Кім Мун Су на загальних виборах.

## Ставлення до України
Під час президентських дебатів, що відбулися 25 лютого 2022 року, Лі Чже Мьон заявив, що Володимир Зеленський, «якому бракує знань у політиці та дипломатії, спровокував Росію. Президент України несе відповідальність за початок війни».
На теледебатах Лі описав вторгнення як таке, що «знаходиться на іншому кінці Землі й не має до нас ніякого відношення», але попередив про економічні наслідки для Південної Кореї під час нестабільності. «Чого не повинні робити політичні лідери, так це розпалювати військову кризу», — сказав він. «Що повинні робити політичні лідери, так це зберігати мир, мої співвітчизники-корейці».
Ці висловлювання викликали значну критику як у Південній Кореї, так і за її межами. Багато хто вважав їх недоречними та такими, що перекладають провину за агресію з Росії на Україну. У відповідь на обурення громадськості Лі Чже Мьон пізніше висловив «глибокий жаль» з приводу вторгнення Росії та наголосив на необхідності поважати суверенітет України.

## Нагороди
Національні нагороди
- : Кавалер Великого Ордена «Мугунхва» (4 червня 2025) (як Президент Південної Кореї)
- : Кавалер Ордена «За заслуги у створенні держави» (4 червня 2025) (як Президент Південної Кореї)

## Особисте життя
Лі одружений з Кім Хєґьон з 1991; обоє вперше зустрілися в серпні 1990. Вони мають двох дітей.
Лі має інвалідність щодо своєї руки та зареєстрований як особа з інвалідністю.

## Авторські книги
- Lee Jae-myung (20 лютого 2010).  고난을 통해 희망을 만들다 [Make hope through hardship] (кор.). Seoul: Cheongdonggeoul. ISBN 978-89-5749-128-7.
- ——— (20 лютого 2014).  오직 민주주의, 꼬리를 잡아 몸통을 흔들다 [Only democracy, Grab the tail and shake the body] (кор.). Paju: LeeBook. ISBN 978-89-97496-21-1.
- ——— (20 січня 2017).  이재명, 대한민국 혁명하라 [Lee Jae-myung, Revolutionize Korea] (кор.). Seoul: Medici Media. ISBN 979-11-5706-077-1.
- ———; Seo Hae-seong (3 лютого 2017).  이재명의 굽은 팔 [Lee Jae-myung's curved arm] (кор.). Paju: Gimm-Young Publishers. ISBN 978-89-349-7719-3.
- ——— (7 лютого 2017).  이재명은 합니다 [Lee Jae-myung Do] (кор.). Seoul: Wisdom House. ISBN 978-89-6086-325-5.
- ———; Cho Jung-mi (17 жовтня 2018).  나의 소년공 다이어리 [My factory boy's diary] (кор.) (вид. 1st). Bucheon: Fandom Books. ISBN 979-11-6169-058-2.